# Turcat-Méry

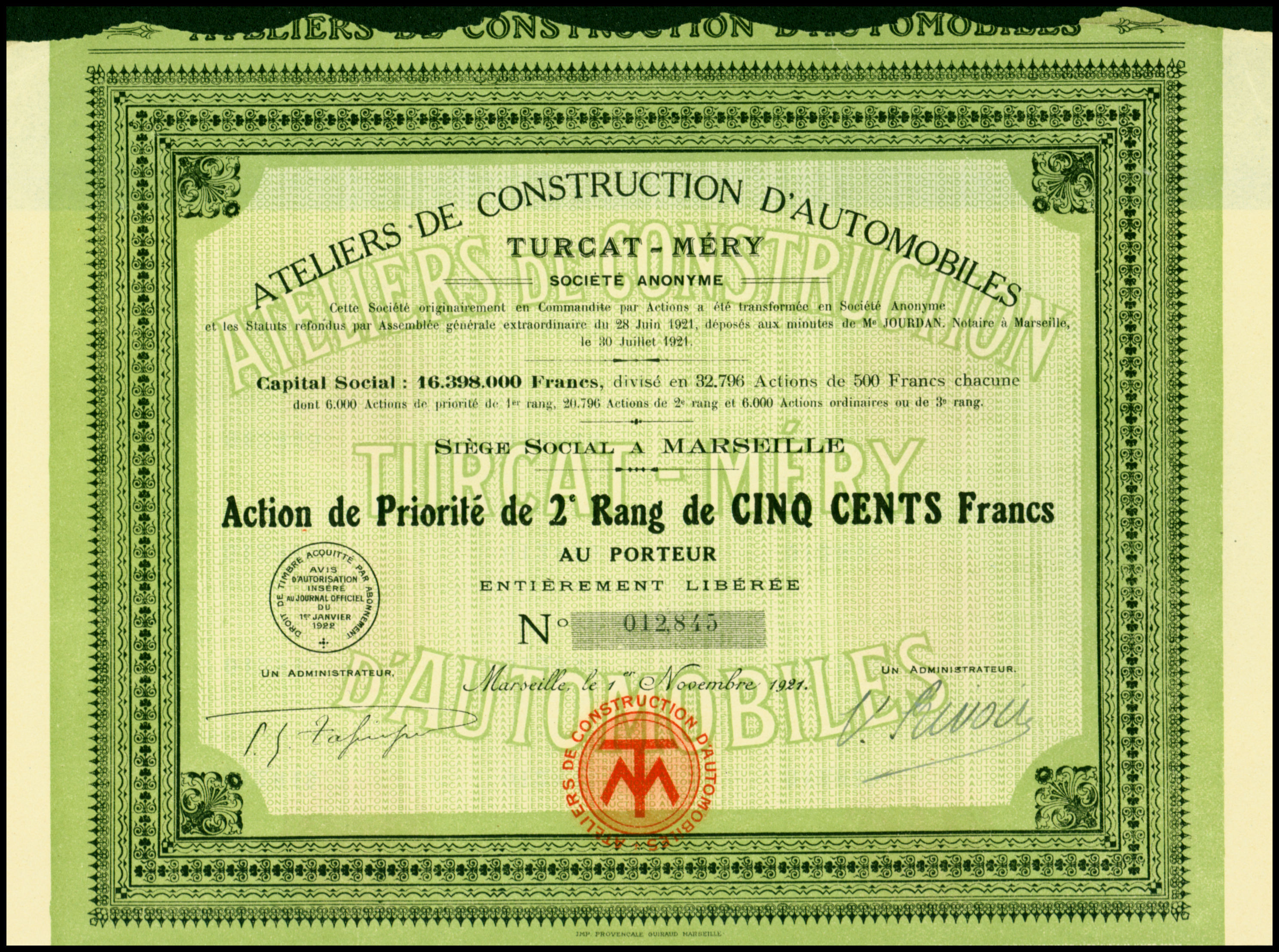
Action de les Ateliers de Construction d'Automobiles Turcat-Méry SA, en date du 1er novembre 1921.

Turcat-Méry est un ancien constructeur automobile français, fondé en 1899 par Léon Turcat et son beau-frère Simon Méry. Peu après l'apparition des « véhicules sans chevaux », Turcat et Méry sont très enthousiasmés par ces « drôles de machines » et décident de se lancer dans la construction de leurs propres automobiles. 
Très vite, les automobiles Turcat-Méry sont reconnues pour leur fiabilité et leur qualité, d'où le slogan « La voiture des connaisseurs ». En 1902, l'entreprise s'associe avec de Dietrich qui les amène à engager plusieurs modèles en compétition, suscitant de ce fait une grande popularité. 
La Première Guerre mondiale, puis la concurrence, produisant des modèles de grande série alors que les Turcat-Méry demeurent de fabrication artisanale, aura raison de l'entreprise, qui sera fermée puis détruite en 1929.

## Fondation de l'entreprise

### Premières automobiles
Alors qu'ils sont tout juste diplômés respectivement de l'École supérieure de commerce de Marseille et de l'École d'ingénieurs de Marseille, Léon Turcat et Simon Méry songent aux carrières qu'ils désirent exercer. Un des membres de la famille de Turcat possède plusieurs des premières automobiles : une Panhard-Levassor tout d'abord en 1895, puis une Peugeot. Alors âgés tous les deux de 22 ans, ils construisent leur première automobile, munie d'un quatre cylindres horizontal, dont les performances les incitent à persévérer dans le domaine. Ils conçoivent donc une deuxième automobile, munie cette fois-ci d'un quatre cylindres vertical et signent avec elle leurs premières ventes. Le prince d'Aremberg dans son écurie à Menetou Salon dans le Cher possède deux exemplaires, l'une de version de ville et l'autre de course avec le bouchon formé d'une nymphe en cristal, nettement plus incliné dans la version course que dans la version ville.

### «Turcat, Méry et Cie»
À la suite du succès de leurs premières automobiles, Turcat et Méry songent à fonder leur propre entreprise. En mai 1899, « Les ateliers de constructions d'automobiles Turcat, Méry et Cie » voient le jour, avec un capital de 350 000 francs. L'usine est alors sise à l'emplacement de l'actuel Stade Vélodrome et du parc Chanot. Méry engage et forme alors Paul Engelhard pour travailler dans le bureau de dessin,. Bien qu'il s'agisse d'une société en commandite par actions, les deux fondateurs décident volontairement qu'aucun actionnaire ne sera majoritaire. L'étude d'une automobile portant la marque Turcat-Méry peut démarrer. Il s'agit d'un modèle inspiré par le précédent, dont les qualités sont améliorées et les faiblesses corrigées.  

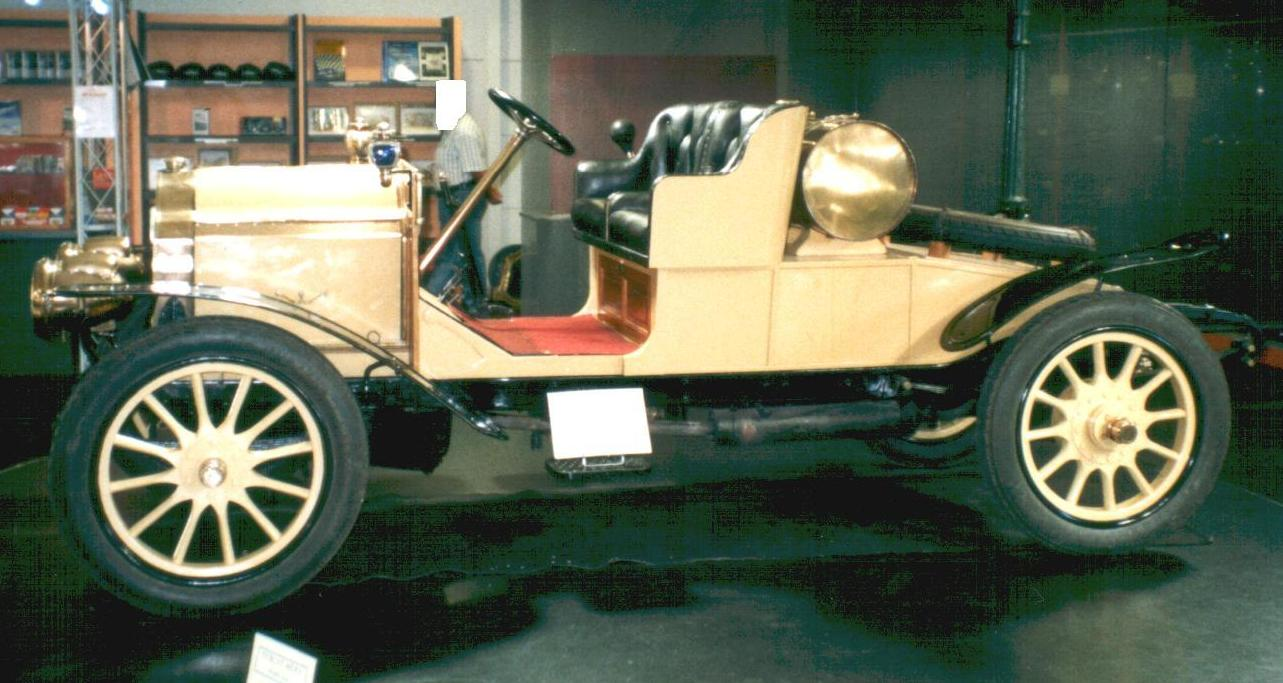
Une Turcat-Méry de 1906.

En 1901, une 16/20 HP quatre cylindres est produite, qui atteint aisément les 80 km/h. Des améliorations techniques sont installées à l'image du « réglage de l'admission qui permet dorénavant d'obtenir un meilleur ralenti et des petites vitesses sans à-coup ». Un allumage électrique par magnéto remplace par ailleurs la traditionnelle bobine. Cette innovation résulte d'une incroyable coopération entre Turcat et Robert Bosch. Turcat fait la rencontre, par l'intermédiaire du comte Henri de Farconnet, d'Emil Jellinek, propriétaire des usines Daimler. Turcat lui explique alors qu'il vient d'abandonner les brûleurs avec tubes de platine pour obtenir un allumage électrique. Néanmoins, il n'est pas satisfait de la sujétion de la batterie d'accumulateurs. Jellinek lui montre alors sa dernière innovation, une « boîte cylindrique en bronze d'où sortait d'un côté un axe avec une extrémité conique pour recevoir un organe d'entraînement et de l'autre une borne électrique isolée ». Pour Jellinek, il s'agit de l'invention qui placera les automobiles Daimler à la tête du marché.
Intrigué par cet objet, Turcat y décèle une erreur de fonctionnement et en fait part à Jellinek, alors dépourvu face à cette « révélation ». Jellinek n'étant pas un mécanicien, se tourne vers son électricien, Robert Bosch, pour appliquer les conseils d'amélioration de Turcat. Bosch passe dès lors un accord avec Turcat et s'engage à fournir autant de magnétos que nécessaire.

## Automobile de Dietrich

### Association avec de Dietrich
En 1901, à l'occasion du Salon automobile de Paris où Turcat et Méry exposent leurs modèles, ils font la rencontre de baron Adrien de Turckheim, alors administrateur de la société de Dietrich (Lorraine-Dietrich), fabricant de matériels ferroviaires. L'entreprise souhaite diversifier ses activités et se tourne alors vers les automobiles Turcat-Méry. Turckheim, Turcat et Méry signent un accord en 1902 permettant aux automobiles Turcat-Méry de se vendre dans toute la France, et non plus uniquement dans la région de Marseille. Une usine à Lunéville est ainsi construite.

### Compétition automobile

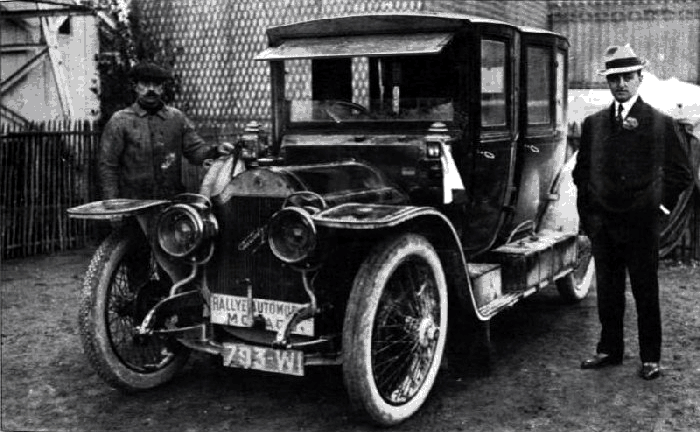
Henri Rougier posant aux côtés de la victorieuse 25 HP.

Pour étendre davantage la notoriété de la marque, De Dietrich engage les automobiles Turcat-Méry en compétition, publicité la plus efficace à l'époque. L'entreprise remporte une première victoire en 1899 dans la course Salon–Arles–Saint-Gabriel–Salon grâce à Henri de Farconnet, puis une autre lors de la course de côte des Platrières en 1902 à Aix-en-Provence, où Rodocanachi s'impose avec une 16HP. Henri-Louis Rougier termine onzième du Paris-Madrid en 1903, alors que la course est arrêtée à Bordeaux, puis il remporte en 1904, la course de côte du Mont Ventoux au volant d'une 45 HP, et il se classe troisième aux éliminatoires de la célèbre coupe automobile Gordon Bennett la même année. Les succès en compétition ont dès lors un impact direct sur les ventes, ces dernières « s'envolant ». Méry doit d'ailleurs se rendre à Lunéville pour superviser l'usine.
Une des victoires marquantes de la société sera au Rallye automobile Monte-Carlo. En effet, en 1911, Henri Rougier est le vainqueur de la première édition du rallye, sur une Turcat-Méry à une moyenne de 13,8 km/h. Pourtant arrivé troisième à Monte-Carlo à bord de sa limousine de 75 HP carrossée par Labourdette, il sera finalement jugé vainqueur après délibération du jury, étant donné que les critères de victoire prennent en compte la régularité, le confort, la vitesse ou encore la distance parcourue. En 1921, Rougier toujours, arrivera deuxième du Grand Prix de la Corse, devant son équipier François Repusseau.

### Séparation entre les deux sociétés
L'année 1911 marque également un tournant dans l'histoire de la société Turcat-Méry. De Dietrich décide de se séparer des automobiles Turcat-Méry. Déjà en 1905, le baron de Turckheim décida de se séparer de la maison mère De Dietrich pour fonder à Argenteuil sa propre société, dénommée « Lorraine-Dietrich », mais continuant d'exploiter la licence Turcat-Méry. Désormais, le baron n'exploite plus la licence marseillaise, mais sa propre licence. Il semble que l'augmentation de production des automobiles à Marseille, à près de 300 automobiles par an, soit à l'origine de la séparation entre les deux groupes.

## Ralentissement de la production
La Première Guerre mondiale met un terme à l'incroyable élan de l'entreprise. Comme beaucoup d'entreprises, les usines stoppent la production habituelle pour démarrer la production de munitions. Quelques petits camions seront néanmoins produits. La guerre terminée, la société emménage dans une nouvelle usine, plus grande que la précédente. Loin d'avoir été dévastatrice, la guerre permit à Turcat de découvrir le travail à la chaîne, augmentant ainsi les cadences de production.
Ce n'est qu'en 1920 qu'un nouveau modèle fait son apparition, une 15 ch à soupapes latérales pour une cylindrée de 3 litres, disponible en version torpédo ou conduite intérieure. Néanmoins, la reprise est quelque peu difficile en raison du prix et du manque de matières premières. Les dettes de l'entreprise, bien que Turcat ait investi de l'argent de sa fortune personnelle pour renflouer la société, sont trop importantes si bien qu'en 1921, la Société marseillaise de crédit se porte acquéreur de la société et la transforme en société anonyme. Léon Turcat et Simon Méry, devenus simples employés, sont peu de temps après congédiés.

## La fin de Turcat-Méry

### Redressement de la société
La gamme d'automobiles Turcat-Méry n'évolue que peu à partir de 1921. Bien qu'un nouveau modèle, semble-t-il réputé, fasse son apparition deux ans plus tard, son prix est encore trop élevé par rapport à la concurrence si bien que les ventes demeurent faibles. Les difficultés financières de l'entreprise font que la Société Marseillaise de Crédit décide de vendre. Arthur Provenzal, agent et concessionnaire automobile, rachète la majorité des parts devenant ainsi le nouveau détenteur de la marque. Il renomme la raison sociale en « Société anonyme des ateliers de construction automobiles Turcat-Méry » et accorde à Louis Mouren le poste de directeur.
Les deux hommes réussissent en peu de temps à rétablir la situation et entament la production de plusieurs nouveaux modèles. En 1927, la type VD devient la première automobile Turcat-Méry dans le segment des voitures populaires. Néanmoins, bien qu'ils aient réussi à concevoir des véhicules attrayants, les finances continuent de « fondre ».

### Liquidation judiciaire
Afin d'éviter le dépôt de bilan, Provenzal décide de présenter des automobiles remaniées, diminuant ainsi le prix, au Salon de l'automobile de Paris de 1927. Toutefois, cela ne suffira pas et l'usine est placée en liquidation judiciaire en 1929, avant d'être détruite.